# Myaka myaka
Myaka myaka  (лат.) — единственный вид цихлид из рода Myaka. Встречается в западном Камеруне, эндемик озера Баромби.
В местном наречии название рыбки звучит как Antar Dhan — «глупая рыба», «глупое животное».
Рыбка общей длиной около 6,5 см.  Предпочитает открытые участки воды, обитает на больших глубинах, но может выходить на более мелководные места озера, например на нерест. Преимущественно питается фитопланктоном и мелкими насекомыми. По своей природе детритофаги, доедают то, что осталось недоеденным другими обитателями, хотя при этом выдают своим внешним видом (оттопыренными жабрами) и поведением себя за хищника, демонстрируя мимикрию.
Внешне очень схожа со своими ближайшими родственниками из озера Баромби — Sarotherodon linelli и Sarotherodon caroli, имеющими более коричневый окрас, чем у Myaka myaka. 